# Danderhall
Danderhall è una località della Scozia, situata nell'area di consiglio del Midlothian.